# Södermanlands runinskrifter 71
Södermanlands runinskrifter 71 är en vikingatida runsten vid Hansta i Västra Vingåkers socken i Vingåkers kommun i Södermanland. Runstenen har ett kors i mitten, är 2,05 meter hög, 1 meter bred och 27 centimeter tjock.

## Inskriften
Translitterering av runraden:
...----k--(r)nur þasi (i)f(t)iʀ ----fau(r) + si(u)--... ...ariul-r
Normalisering till runsvenska:
... þannsi(?) æftiʀ ... ... [H]æriul[f]ʀ.
Översättning till nusvenska:
... denna(?) efter ... Härjulv.

## Bilder

Runstenen vid Hansta, 1939
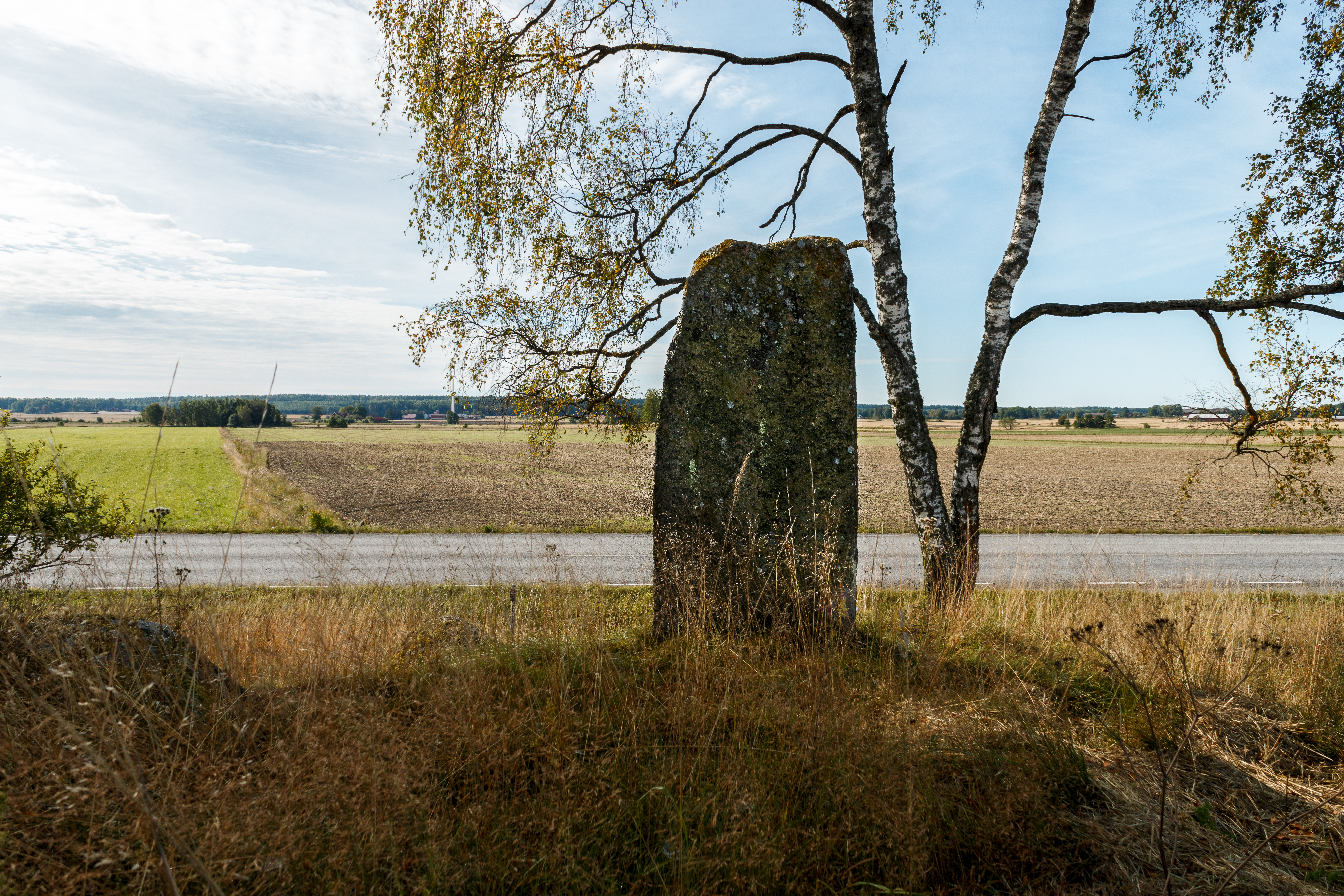
Stenen med landsvägen i bakgrunden.
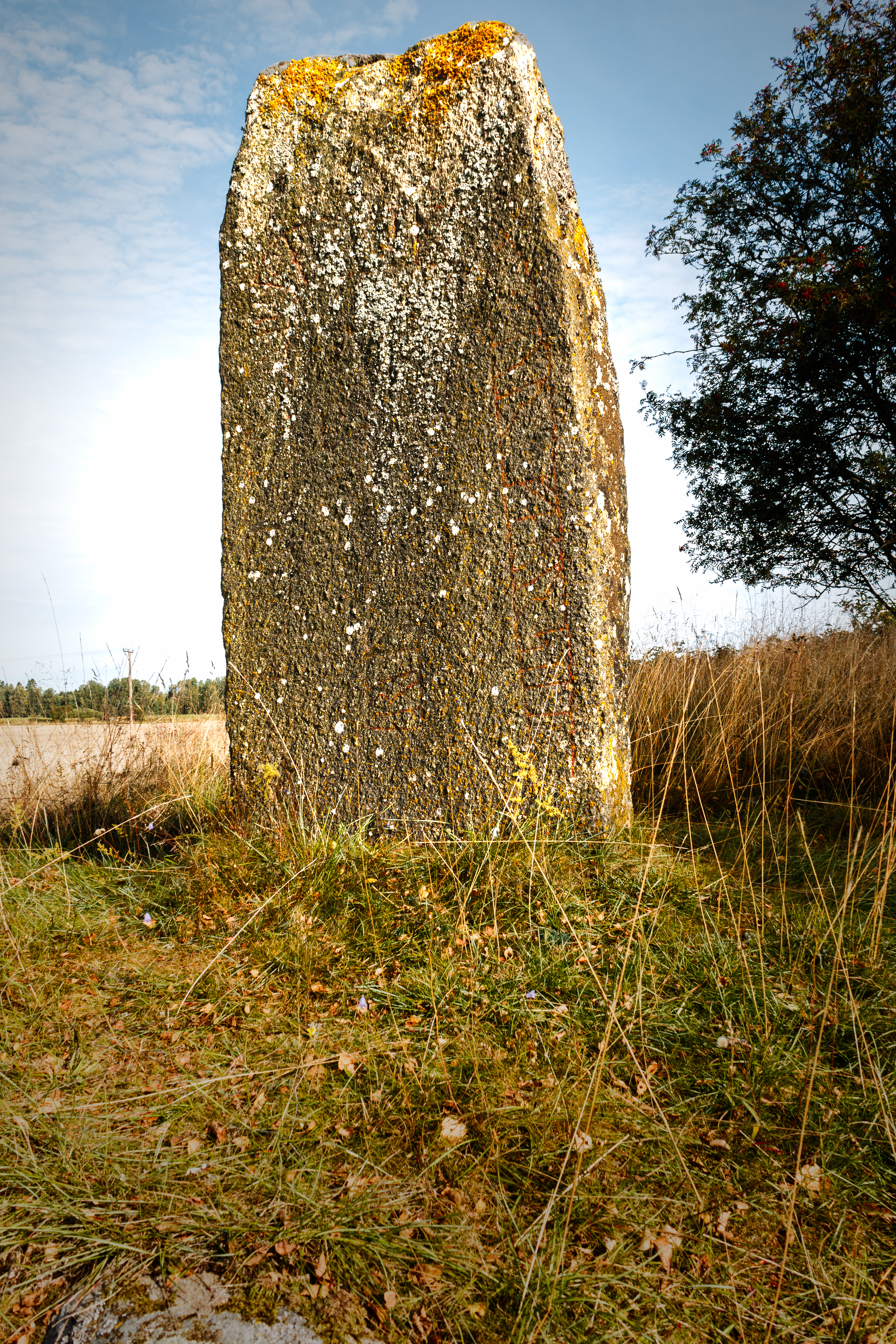
Runstenen fotad i september 2015.